# Lodewijk van Durazzo
Lodewijk van Durazzo (circa 1324 - Napels, 22 juli 1362) was van 1336 tot aan zijn dood graaf van Gravina. Hij behoorde tot het huis Anjou-Sicilië.

## Levensloop
Lodewijk was de tweede zoon van hertog Jan van Durazzo en diens tweede echtgenote Agnes van Périgord, dochter van graaf Eli VII van Périgord. In 1336 volgde hij zijn vader op als graaf van Gravina.
Samen met zijn broers oefende hij een grote politieke invloed uit aan het hof van koningin Johanna I van Napels, waar ze in concurrentie stonden met hun neven van de linie Anjou-Tarente. Bovendien was hij als plaatsvervanger van zijn broer Karel vicaris van het koninkrijk Albanië en vertegenwoordigde hij Napels bij de Romeinse Curie.  
In 1347 viel koning Lodewijk I van Hongarije Zuid-Italië binnen om de moord op zijn broer Andreas te wreken, de eerste echtgenoot van Johanna I van Napels. Terwijl Johanna samen met haar tweede echtgenoot Lodewijk van Tarente naar de Provence vluchtte, bleven Lodewijk en zijn broers in Napels in de hoop om van de situatie te profiteren. Toen Lodewijk I van Hongarije in Napels arriveerde, huldigden Lodewijk en zijn broers hem als de nieuwe heerser van Napels. Lodewijk I hield de broers echter verantwoordelijk voor de moord op Andreas en liet hen arresteren. Terwijl zijn oudere broer Karel werd onthoofd, werden Lodewijk en zijn broer Robert in gevangenschap naar Hongarije gevoerd.  
Nadat hij in 1352 werd vrijgelaten, keerde Lodewijk terug naar Napels. Hij nam de leiding van de linie Anjou-Durazzo over en voerde meerdere opstanden tegen koningin Johanna I van Napels en de linie Anjou-Tarente. In 1360 werd hij door Lodewijk van Tarente verslagen, waarna hij werd opgesloten in het Castel dell'Ovo. In 1362 stierf hij in gevangenschap, vermoedelijk omdat hij in opdracht van Johanna vergiftigd werd. Hij werd bijgezet in de San Chiarakerk van Napels.

## Huwelijk en nakomelingen
In 1343 huwde hij met Margaretha van Sanseverino, dochter van Robert van Sanseverino, graaf van Corigliano. Ze kregen drie kinderen:
- Lodewijk (1344), jong gestorven
- Karel III (1345-1386), koning van Napels en koning van Hongarije
- Agnes (1347), jong gestorven